# Menip (ambaixador selèucida)
Menip (en llatí: Menippus, en grec antic: Μένιππος) fou un ambaixador selèucida.
Antíoc III el Gran el va enviar a Roma el 193 aC, però les negociacions van fallar perquè Menip no estava autoritzat per complir les condicions que imposaven els romans.
El 192 aC fou enviat com a ambaixador als etolis, als quals va estimular a fer la guerra contra Roma magnificant el poder del seu rei. El mateix any li va donar el comandament de tres mil homes per interceptar l'ajut enviat a Calcis per Èumenes II de Pèrgam i els aqueus, i va barrar l'accés a la ciutat per terra i mar, i els cinc-cents soldats romans que anaven a Calcis es van trobar bloquejat i van haver de fer mitja volta cap a Dèlion; en aquest lloc, tot i ser sagrat, foren atacats per Menip, qui els va matar a quasi tots menys uns cinquanta, que foren fets presoners.